# Hylaeus modestus
Hylaeus modestus is een vliesvleugelig insect uit de familie Colletidae. De wetenschappelijke naam van de soort is voor het eerst geldig gepubliceerd in 1837 door Say.